# Parapyroppia filiformis
Parapyroppia filiformis är en kvalsterart som beskrevs av Hirauchi 1998. Parapyroppia filiformis ingår i släktet Parapyroppia och familjen Ceratoppiidae. Inga underarter finns listade i Catalogue of Life.